# Серегижка (приток Мсты)
Серегижка — река в России, протекает по Крестецкому и Маловишерскому районам Новгородской области. Верховье реки находится в Крестецком районе. Устье реки находится в 81 км по левому берегу реки Мста в Маловишерском районе у деревни Серегиж Бургинского сельского поселения. Длина реки составляет 10 км.

## Данные водного реестра
По данным государственного водного реестра России относится к Балтийскому бассейновому округу, водохозяйственный участок реки — Мста без р. Шлина от истока до Вышневолоцкого г/у, речной подбассейн реки — Волхов. Относится к речному бассейну реки Нева (включая бассейны рек Онежского и Ладожского озера).
Код объекта в государственном водном реестре — 01040200212102000021626.